# Каназирева къща
Каназиревата къща e известна архитектурна постройка в центъра на София на адрес булевард „Христо Ботев“ № 82. Обявена е за паметник на културата на 21 май 1976 година.

## История
Триетажната сграда е построена в 1912 година от архитект Карл Хайнрих за семейството на Пенчо Димитров. Закупена е от братята Петър и Иван Каназиреви, видни фабриканти, емигранти от Мехомия, основатели на химическата индустрия в София.
Създадена е в стил сецесион. Главната фасада е симетричнз, с богата пластична украса.
В 2019 година новият собственик „Нетуъркинг Премиум“ реставрира сградата.